# Lobkovic

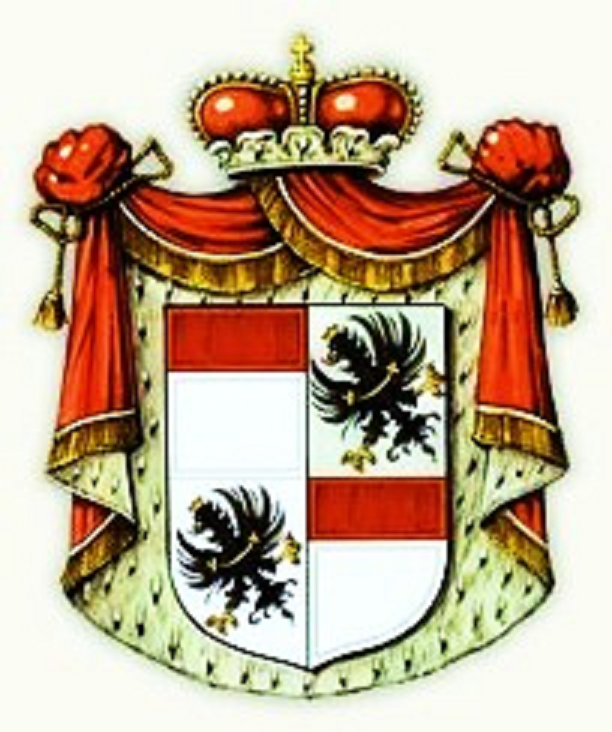
Herb Lobkowiczów

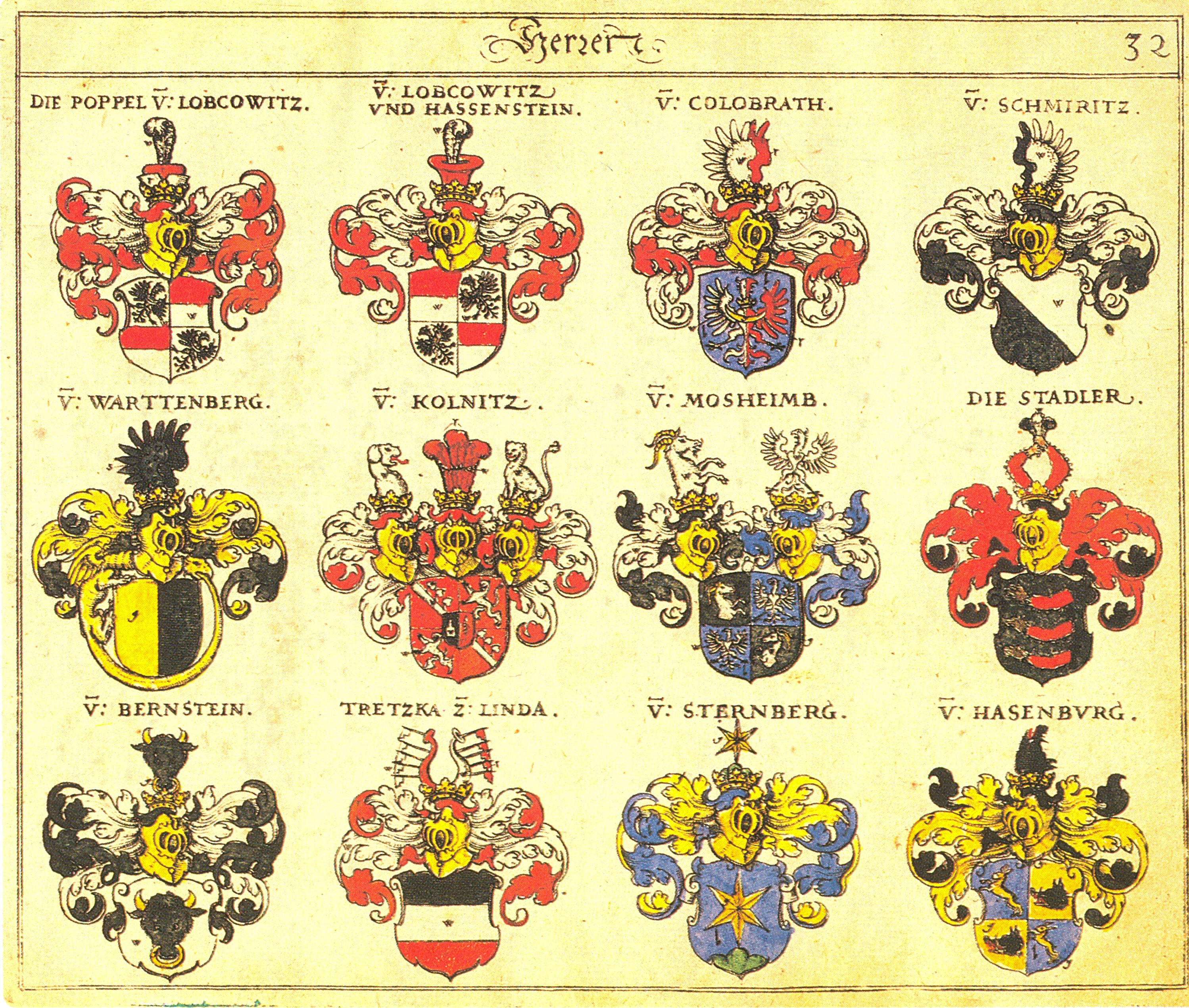
Herby Lobkowiczów w herbarzu J. Siebmachera, 1605 - pierwszy i drugi z lewej, górny rząd

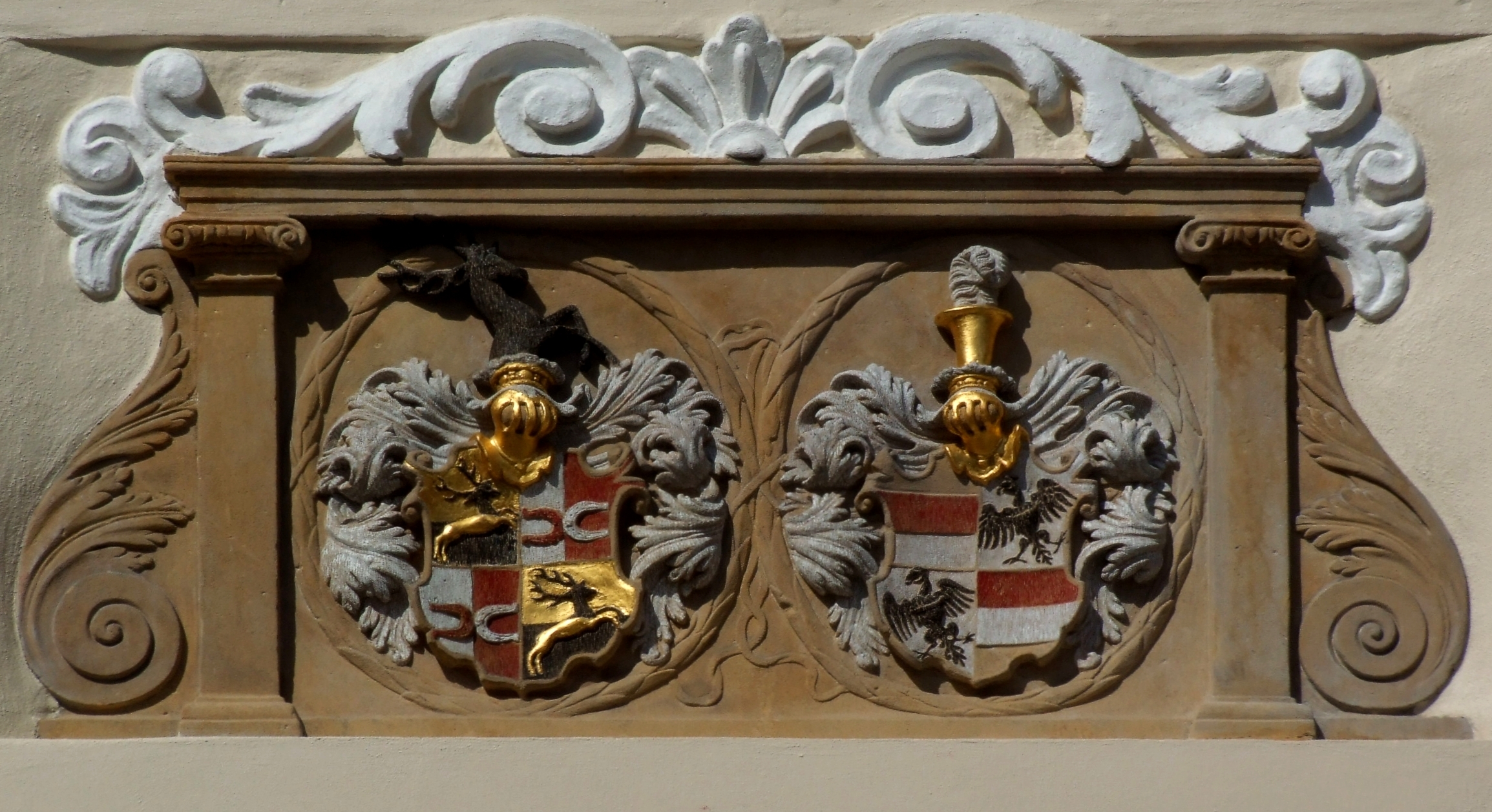
Herb Lobkowiczów (po prawej) na budynku muzeum w Opolu

Rodzina Lobkowicz (znana także jako Lobkowitz lub Lobkovic, Lobkovicové) – jeden z najstarszych, wciąż istniejących czeskich rodów szlacheckich, znany od XIV wieku. 
Pierwsi Lobkowiczowie wzmiankowani byli jako szlachta w północnych Czechach. Mikuláš Chudý ("biedny") z Újezdu (obecnie część gminy Jestřebí), później z Lobkovic, był prominentnym XV-wiecznym politykiem. Bohuslav Hasištejnský z Lobkovic był eseistą i poetą. Jego brat Jan Hasištejnský z Lobkovic był dyplomatą i odbył pielgrzymkę do Ziemi Świętej. Zdeněk Popel z Lobkowic stał na czele czeskiej Partii Katolickiej na początku XVII wieku. Jiří Kristián z Lobkowicz był ważnym czeskim politykiem. Lobkowiczowie posiadali również swoje majątki na Śląsku (np. Vaclav Eusebius von Lobkowitz, książę żagański).
Dziś istnieją cztery główne gałęzie rodu: Lobkowicze rudniccy, krzimiccy, z Dolnych Berzkowic i mielniccy.
Znani współcześni Lobkowicze:
- Michal Lobkowicz, czeski poseł w latach 1992-2002 i minister obrony w latach 1997-1998
- Jaroslav Lobkowicz, czeski poseł w latach 1998-2006
- František Lobkowicz, biskup Ostrawy i Opawy
- Jiří Lobkowicz, biznesmen i polityk
- Edouard Lobkowicz, biznesmen, odpowiedzialny za działalność charytatywną Zakonu Maltańskiego w Libanie,